# (20468) Petercook
(20468) Petercook (1999 NK4) – planetoida z pasa głównego asteroid okrążająca Słońce w ciągu 5,71 lat w średniej odległości 3,19 j.a. Odkryta 13 lipca 1999 roku.